# Akysis hendricksoni
Akysis hendricksoni är en fiskart som beskrevs av Alfred, 1966. Akysis hendricksoni ingår i släktet Akysis och familjen Akysidae. IUCN kategoriserar arten globalt som livskraftig. Inga underarter finns listade i Catalogue of Life.